# The Battle of Ranskoor Av Kolos
The Battle of Ranskoor Av Kolos es el décimo y último episodio de la undécima temporada de la serie británica de ciencia ficción Doctor Who, emitido originalmente el 9 de diciembre de 2018 por BBC One. Fue escrito por el productor ejecutivo Chris Chibnall y dirigido por Jamie Childs.
Ambientado en el planeta Ranskoor Av Kolos, el episodio protagonizado por el grupo de viajeros del tiempo liderados por la Decimotercer Doctor (Jodie Whittaker) y sus compañeros Graham O'Brien (Bradley Walsh), Ryan Sinclair (Tosin Cole) y Yasmin Khan (Mandip Gill), que trabajan para evitar que el alienígena Stenza Tzim-Sha (Samuel Oatley) use los poderes de la raza psíquica Ux para encoger la Tierra en venganza por su derrota anterior y exilio miles de años antes, ocurrida en el episodio The Woman Who Fell to Earth.
El episodio fue visto por 6,65 millones de espectadores, y recibió críticas mixtas de los críticos.

## Sinopsis
La Decimotercer Doctor dirige la TARDIS a un planeta llamado Ranskoor Av Kolos, donde se originan una gran cantidad de señales de socorro. La Doctor y sus compañeros encuentran una gran cantidad de naves espaciales destruidas dispersas en la superficie del planeta, así como un campo psíquico que altera la percepción de la realidad. Se encuentran con un piloto amnésico llamado Paltraki y lo ayudan a recuperar sus recuerdos antes de que reciba una señal de video de Tzim-Sha. Tzim-Sha le exige a Paltraki que le devuelva un artículo, aparentemente una roca que flota en una capa protectora, a cambio de la tripulación secuestrada de Paktraki. Más tarde, Graham le confiesa a la Doctor su intención de matar a Tzim-Sha para vengar la muerte de su esposa Grace, y acepta que nunca más podrá viajar con la Doctor si sobrevive a su acción.
Una vez que el grupo ingresa a la nave de Tzim-Sha, Graham y Ryan buscan a la tripulación secuestrada mientras Yasmin ayuda a Paltraki a recordar su misión. El Doctor se encuentra con Tzim-Sha, al enterarse de que terminó en Ranskoor Av Kolos después de su encuentro anterior en la Tierra, después de haber ganado la lealtad de los Ux, una raza compuesta solo por dos personas de mentalidad religiosa, que pueden manipular psíquicamente la realidad. Tzim-Sha pasa los siguientes tres milenios combinando los poderes de los Uxs con la tecnología Stenza para crear un sistema de soporte vital y un arma que encoge planetas como el de la nave de Paltraki. Yasmin y Paltraki descubren cuatro planetas similares, este último recordando su misión de salvar los planetas que Tzim-Sha llevó junto a una flota que el Stenza devastó. Tzim-Sha luego se propone hacer lo mismo con la Tierra por venganza, ignorando la advertencia de la Doctor de que sus acciones amenazan el tejido de la realidad.
El Doctor llega a Yasmin y evita que el Ux se encoja de manera segura, convenciéndoles de que Tzim-Sha los encogió mientras les pedían ayuda. La Doctor trabaja con los Ux para usar la TARDIS y la nave de Tzim-Sha para restaurar los planetas a sus posiciones originales en el espacio. Mientras tanto, Graham y Ryan liberan a la tripulación de Paltraki junto con las tripulaciones de los otros barcos. Esto alerta a Tzim-Sha cuando entra a su sala de trofeos y encuentra a Graham esperando para dispararle. Pero Graham logra contenerse, antes de que la llegada de Ryan lo provoque para dispararle a Tzim-Sha en el pie para salvar a su nieto. Atrapan a Tzim-Sha en una cámara de estasis, diciéndole que reflexione sobre sus acciones, incluida la muerte de Grace. Con la nave de Tzim-Sha sellada, los Ux se van con Paltraki para ayudar a devolver a los miembros de la tripulación sobrevivientes a sus mundos apropiados.

### Continuidad
La Doctor menciona el uso de la TARDIS para arrastrar un planeta a través del universo, una referencia al Décimo Doctor que regresa a la Tierra a su lugar apropiado en El fin del viaje, y al renacimiento de un Slitheen como un huevo, que el Noveno Doctor en Explosión en la ciudad.

## Difusión y recepción

### Calificaciones
The Battle of Ranskoor Av Kolos fue vista por 5,32 millones de espectadores durante la noche, una participación del 26,4% del total de la audiencia televisiva del Reino Unido, lo que convirtió al episodio en la cuarta audiencia más alta de la noche y la 21ª audiencia más alta de la semana durante las noches en todos los canales del Reino Unido.  El episodio recibió un total oficial de 6,65 millones de espectadores en todos los canales del Reino Unido, lo que lo convirtió en el 18º programa más visto de la semana, y tuvo una puntuación del Índice de Apreciación del Público de 79.

### Respuesta crítica
El episodio obtuvo críticas mixtas. Tiene un índice de aprobación del 73%, basado en 22 revisiones, y un puntaje promedio de 6,3/10 en Rotten Tomatoes. El consenso crítico del sitio web dice:

Después de una temporada de aventuras de capa y espada, The Battle of Ranskoor Av Kolos se siente demasiado familiar como para realmente satisfacer como un final de Doctor Who, pero lo suficientemente bien como para inspirar esperanza de que las futuras temporadas de la tenencia de Jodie Whittaker puedan empacar más de un golpe.